# Karl Hein
Karl Hein (11. června 1908 Hamburk – 10. července 1982, Hamburk) byl německý atlet, olympijský vítěz v hodu kladivem z roku 1936.
V mládí se věnoval vrhu koulí, hodu diskem a desetiboji. Po svatbě na začátku 30. let 20. století se sportem přestal, po zhlédnutí filmu o olympiádě v Los Angeles se v roce 1934 ke sportu vrátil. Zaujal ho zejména dvojnásobný olympijský vítěz v hodu kladivem Patrick O’Callaghan a z tohoto důvodu se věnoval právě zmíněné disciplíně.
Na olympiádě v Berlíně v roce 1936 Hein zvítězil v hodu kladivem výkonem 56,49 m,což znamenalo nový olympijský rekord.
Zvítězil také v soutěži kladivářů na evropském šampionátu v roce 1938 v Paříži výkonem 58,77 m.
Hodu kladivem se věnoval i po druhé světové válce, vicemistrem Německa se stal ještě v roce 1956. Účastnil se závodů veteránů, ve věku 65 let překonal v hodu kladivem hranici 53 metrů.